# Wagon-grue

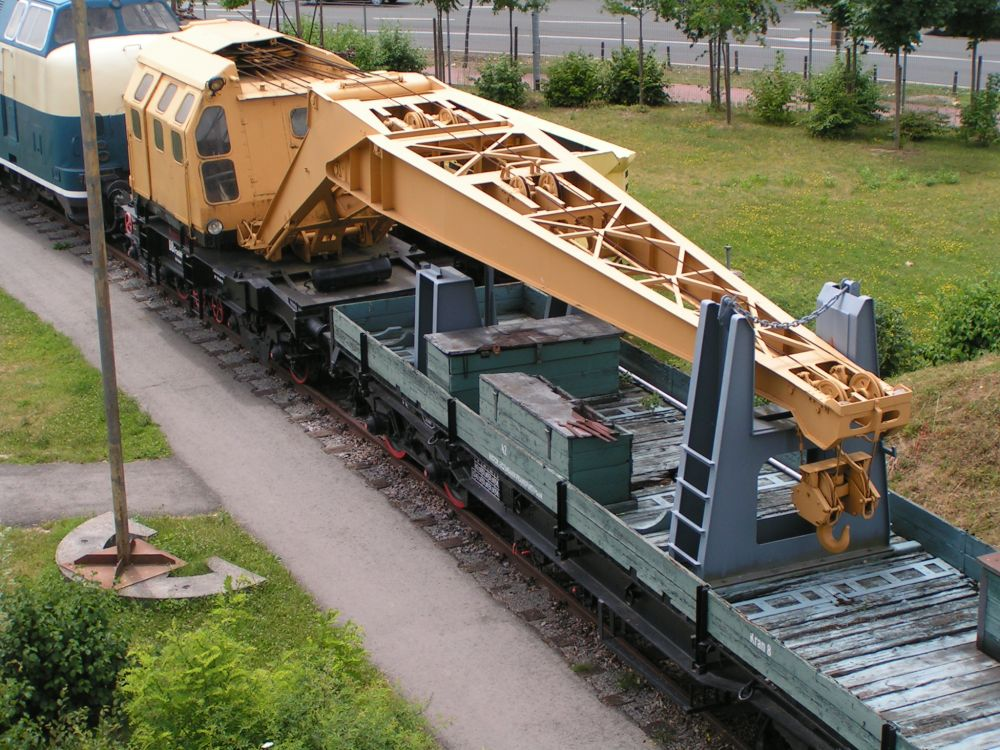
Wagon-grue DB Francfort 6808 au musée des techniques de Spire.

Un wagon-grue est un wagon doté d'une grue qui peut porter de lourdes charges, pour dépanner un train, entretenir les voies…

## En France

### Grue à charbon

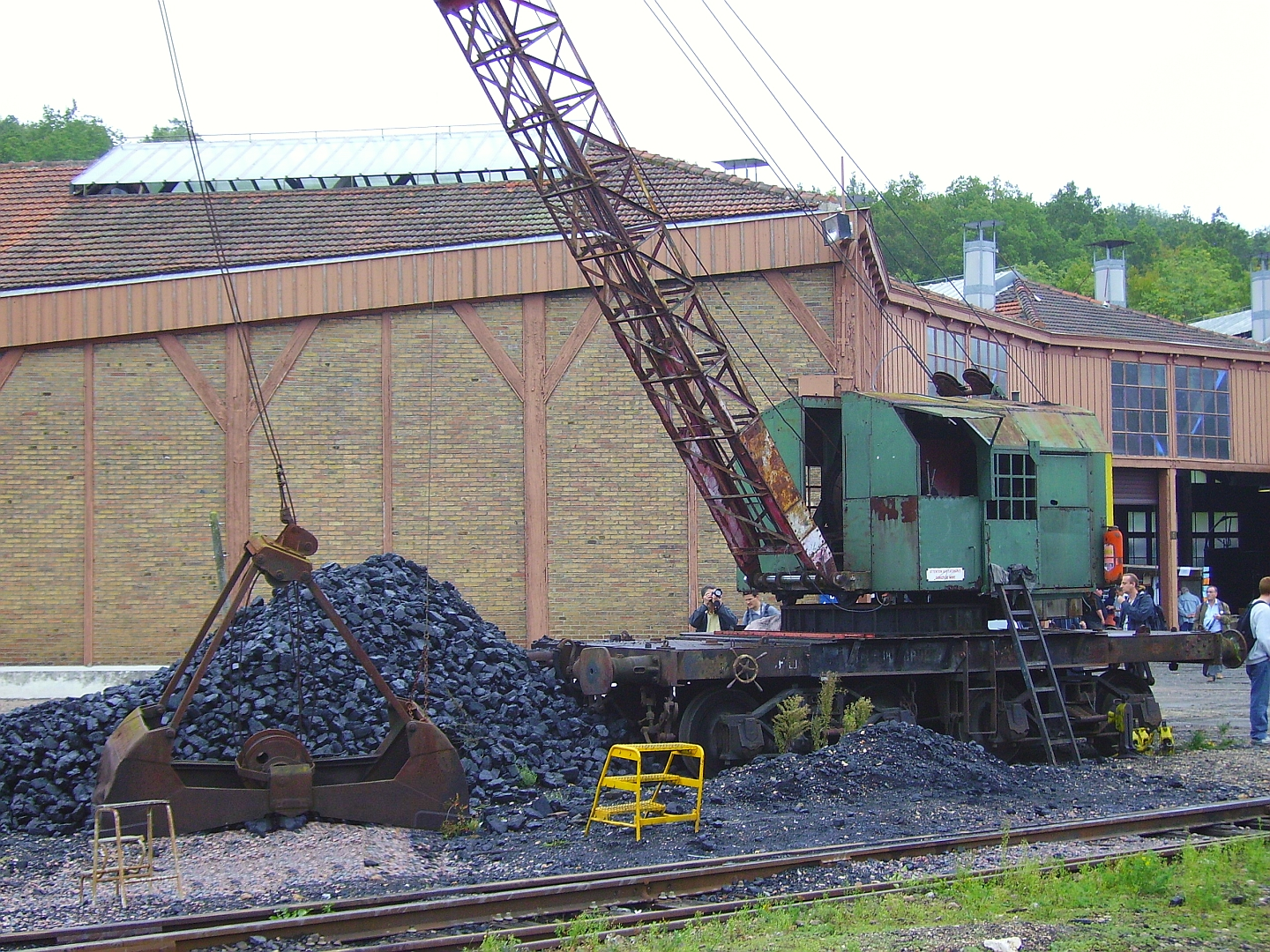
Grue Bondy pour le chargement du charbon.

En France, de nombreuses grues de manutention ferroviaires furent utilisées dans les dépôts, pour charger le charbon dans les tenders des locomotives à vapeur. La plus connue est sans doute la grue Bondy.

### Grue de relevage
En France la plupart du temps les wagons-grues sont affectés au relevage de matériels accidentés.
Les anciennes compagnies disposaient de wagons-grues de relevage dans les principaux dépôts. Ces compagnies disposaient aussi de wagons-grues servant à la manutention dans les gares marchandises, mais en général ces wagons avaient une capacité de levage très limitée.
À la SNCF les wagons-grues présents sont pour la plupart issus des anciennes compagnies, sauf pour les plus gros.
Si ces grues fonctionnaient à la vapeur, les années 1960, où le parc compte 45 unités, virent une diéselisation de la plupart des wagons-grues, le combustible principal devenant de plus en plus dur à trouver en France. Surtout, la grue devait être opérationnelle en 25 minutes. Un temps très difficile à obtenir avec une grue à vapeur, en particulier l'hiver. Par conséquent, dès que les températures diminuaient, il était indispensable de laisser ces grues en pré-chauffage, ce qui, évidemment, était très coûteux.
Ces wagons-grues circulent en général accompagnés de wagons tels que :
- le wagon porte-flèche qui porte la flèche de la grue
- le (ou les) wagon(s) porte-agrès qui transporte(nt) l'outillage et ser(ven)t d'atelier mobile
- la voiture de cantonnement servant de dortoir et de réfectoire
- et un tender pour alimenter la grue jusque dans les années 60.

Comme on n'a pas besoin heureusement tous les jours d'une grue de relevage, le personnel affecté aux grues est employé en temps normal dans les ateliers. C'est aussi pour cette raison que les grues sont garées dans les grands dépôts. Lorsque la grue était demandée, la sirène retentissait pour les appeler. En fonction de la sirène, les ouvriers savaient s'ils devaient prendre la grue ou simplement le wagon de secours.

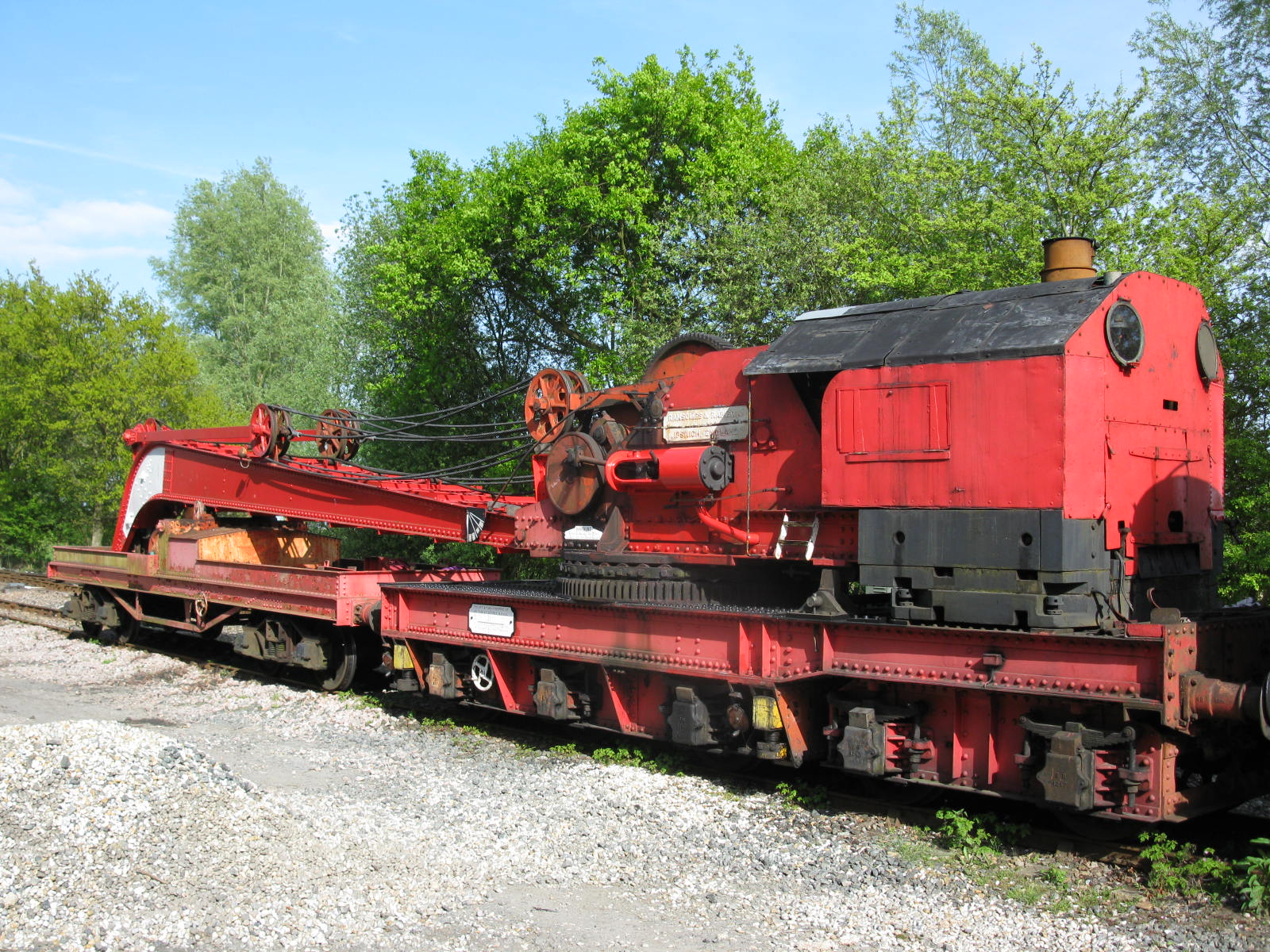
Grue à vapeur britannique Ransomes & Rapier 81S.
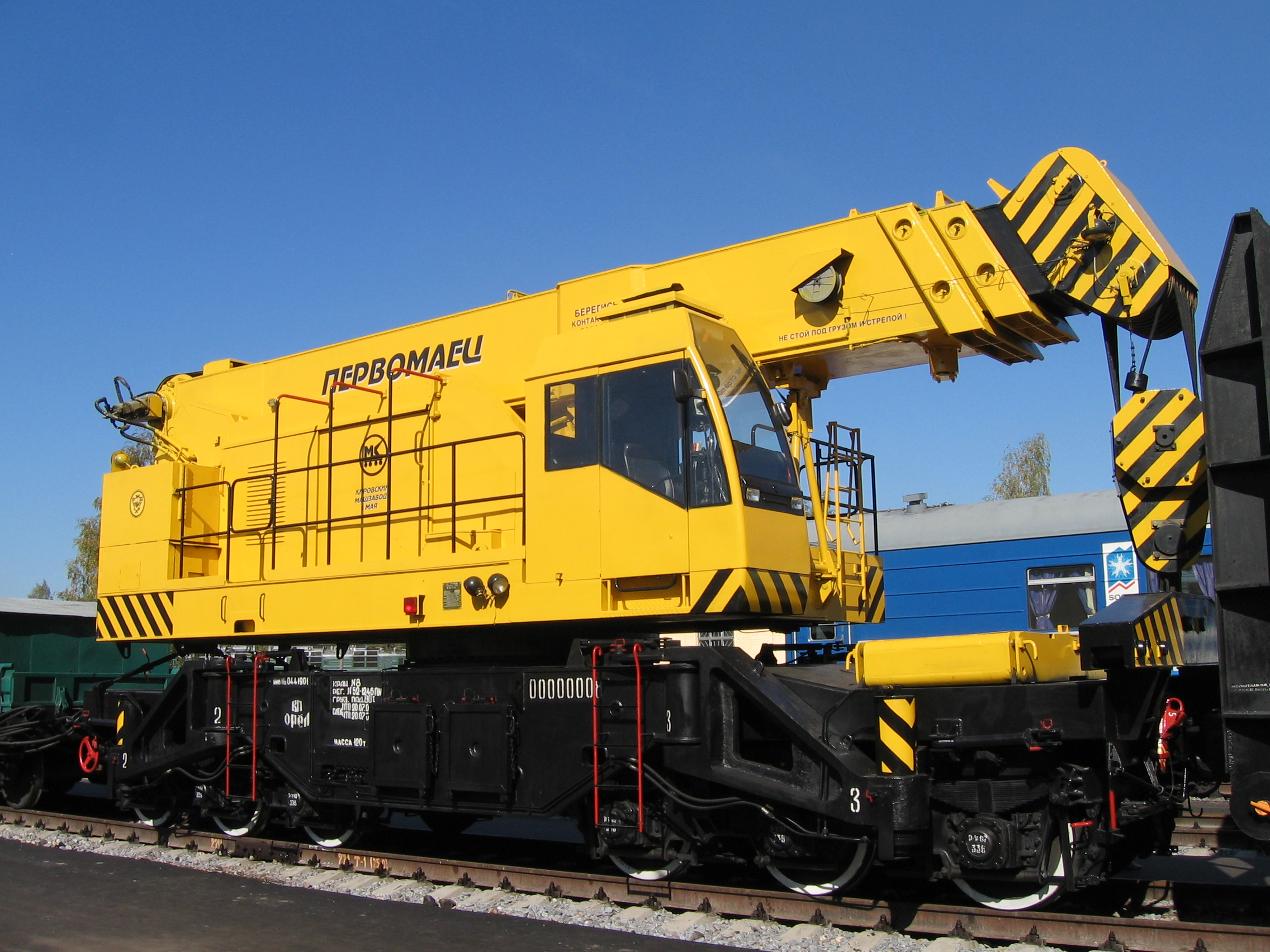
Grue ferroviaire télescopique KŽ 971.
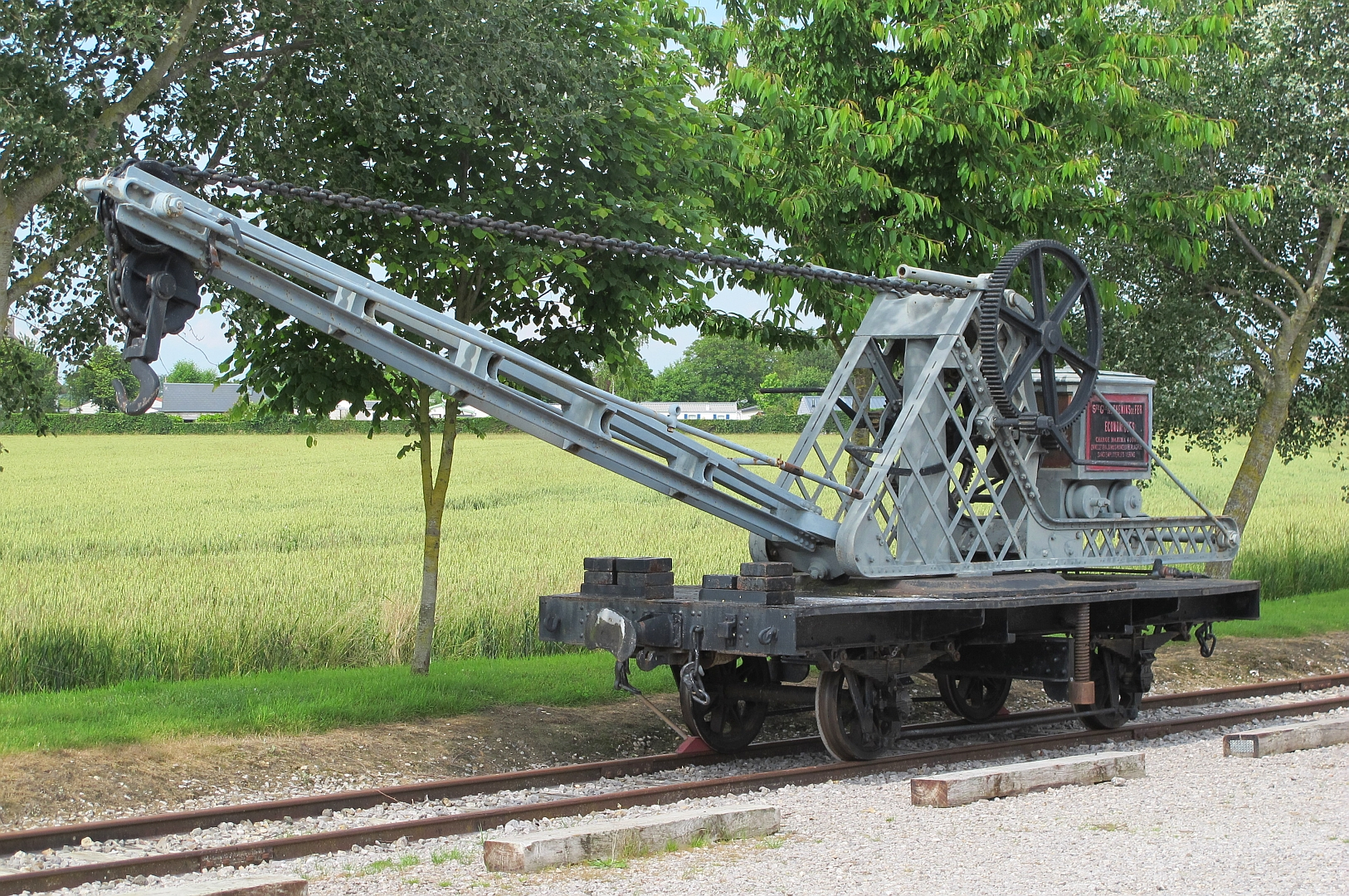
Un wagon-grue de 1890 à voie métrique au CFBS.

#### Grue de 32 tonnes Industrial Works
- les 12 grues de 32 tonnes[2] d'origine américaine de 1918 ont été construites par la société Industrial Works.
  - caractéristiques 32 tonnes
    - Longueur hors tout avec wagon porte-flèche : 20,540 mètres
    - Longueur hors tout wagon porte-flèche : 12,144 mètres[3]

#### Grue de 36 tonnes Industrial Works
- les grues de 36 tonnes[2] d'origine américaine de 1918 ont été construites par la société Industrial Works.

#### Grue de 45 tonnes Industrial Works
- les 7[4] grues de 45 tonnes[5] sont de même origine et de la même société que les grues précédentes de 36 tonnes.
  - Masse en ordre de marche : 70 tonnes[5]
  - Vitesse de déplacement autonome : 7,8 km/h[4],[5]
  - Vitesse de déplacement en remorque : 90 km/h[5]
  - Longueur hors tout avec wagon porte flèche, motorisation vapeur : 20,583 mètres avec wagon porte flèche USA à bogies[4],[5]
  - Longueur hors tout wagon porte flèche, motorisation vapeur : 12,143 mètres[4]
  - Longueur hors tout avec wagon porte flèche, motorisation diésel : 21,280 mètres avec wagon porte flèche à essieux[4]
  - Longueur hors tout wagon porte flèche, motorisation diésel : 12,740 mètres[4]
  - Hauteur maximale sous crochet principal : 6,000 mètres[5]
  - Capacité grue calée
    - Crochet principal : 45 tonnes à 4,900 mètres et 21,3 tonnes à 7,600 mètres[2]
    - Crochet secondaire : 20 tonnes à 6,480 mètres et 16 tonnes à 9,360 mètres[2]

#### Grue de 45 tonnes Cowans Sheldon
- les 3[6] grues de 45 tonnes[5] d'origine britannique de 1947 ont été construites par la société Cowans Sheldon
  - Masse en ordre de marche : 99,3 tonnes[5]
  - Vitesse de déplacement autonome : 3,6 km/h[6]
  - Vitesse de déplacement dans un train : 90 km/h[6]
  - Longueur hors tout avec wagon porte flèche, motorisation vapeur : 25,900 mètres avec wagon porte flèche GB à 2 essieux WD numéro 222[6]
  - Longueur hors tout wagon porte flèche, motorisation vapeur : 9,280 mètres[6]
  - Longueur hors tout avec wagon porte flèche, motorisation diésel : 26,170 mètres avec wagon porte flèche à essieux[6],[5]
  - Longueur hors tout wagon porte flèche, motorisation diésel : 9,405 mètres[6]
  - Hauteur maximale sous crochet : 11,200 mètres
  - Capacités
    - Crochet principal : 45 tonnes à 6,000 mètres et 16 tonnes à 12,600 mètres[2]

#### Grue de 50 tonnes Caillard
- les 14[7] grues de 50 tonnes[5] d'origine française de 1912 ont été construites par la société Caillard
  - Masse en ordre de marche : 71 tonnes[5]
  - Vitesse de déplacement autonome : 7,2 km/h[5]
  - Vitesse de déplacement dans un train : 90 km/h[5]
  - Longueur hors tout avec wagon porte flèche : 22,444 mètres avec wagon porte flèche USA à bogies[7],[5]
  - Longueur hors tout wagon porte flèche : 12,144 mètres[7]
  - Masse en ordre de marche wagon porte lest : 28,000 tonnes[7]
  - Masse en ordre de marche grue : 75,200 tonnes[7]
  - Masse en ordre de marche grue et wagon porte lest : 103,200 tonnes[7]
  - Hauteur maximale sous crochet principal : 6,600 mètres[5]
  - Capacités grue calée
    - Crochet principal : 50 tonnes à 4,900 mètres et 23 tonnes à 7,500 mètres[2]
    - Crochet secondaire : 22 tonnes à 7,500 mètres et 9 tonnes à 12,000 mètres[2]

#### Grue de 54 tonnes Browning
- la grue de 54 tonnes[8],[5] d'origine américaine de 1917 a été construite par la société Browning anciennement basée à Batignolles puis à Trappes
  - Masse en ordre de marche : 70 tonnes[5]
  - Vitesse de déplacement autonome : 7,2 km/h[8],[5]
  - Vitesse de déplacement dans un train : 90 km/h[8],[5]
  - Longueur hors tout avec wagon porte flèche, motorisation vapeur : 20,663 mètres avec wagon porte flèche à bogies[8]
  - Longueur hors tout wagon porte flèche, motorisation vapeur : 12,143 mètres[8]
  - Longueur hors tout avec wagon porte flèche, motorisation diésel : 20,945 mètres avec wagon porte flèche à essieux[8],[5]
  - Longueur hors tout wagon porte flèche, motorisation diésel : 12,040 mètres[8]
  - Hauteur maximale sous crochet principal : 6,600 mètres[5]
  - Capacités grue calée
    - Crochet principal : 54,4 tonnes à 4,400 mètres et 28 tonnes à 7,600 mètres[9]
    - Crochet secondaire : 20 tonnes de 5,800 mètres à 9,500 mètres quelle que soit la portée[9]

#### Grue de 85 tonnes Cockerill

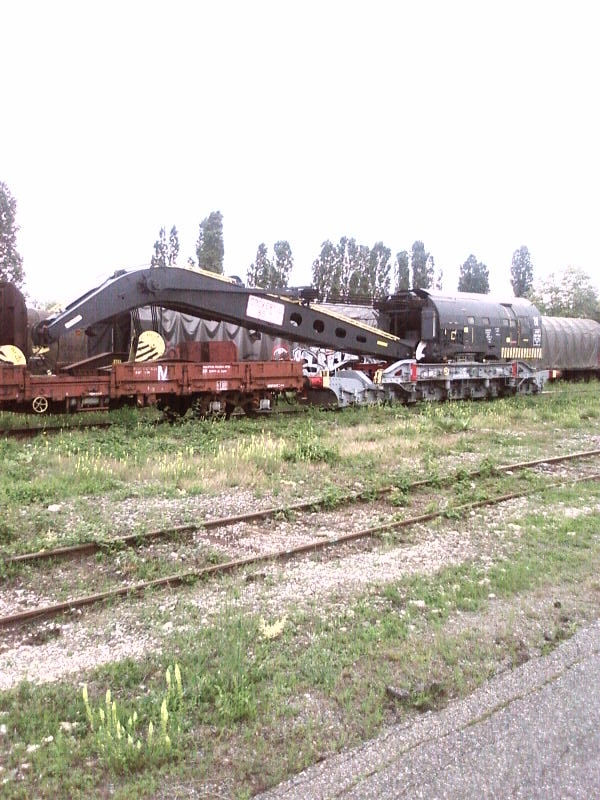
Grue de 85 t garée à Mulhouse

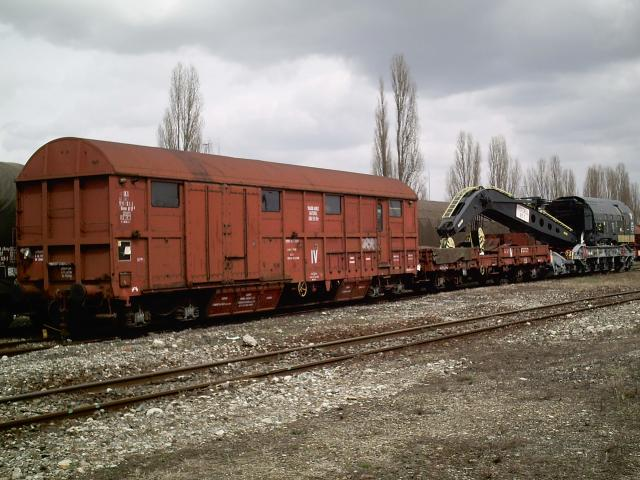
WSGI accompagnant la grue de 85 t

- les 4 grues de 85 tonnes[5] d'origine belge de 1945 ont été construites par la société Cockerill
  - Masse en ordre de marche : 128 tonnes[5]
  - Vitesse de déplacement autonome : 4,2 km/h[5]
  - Vitesse de déplacement dans un train : 80 km/h[5]
  - Longueur hors tout avec wagon porte flèche : 27,740 mètres avec wagon porte flèche USA à bogies[5]
  - Hauteur maximale sous crochet principal : 9,600 mètres[5]
  - Capacités grue calée
    - Crochet principal : 85 tonnes à 6,600 mètres et 40 tonnes à 10,000 mètres[9]
    - Crochet secondaire : 35 tonnes de 9,200 mètres et 28 tonnes à 12,900 mètres[9]

#### Grue de 130 tonnes Cockerill
- la grue de 130 tonnes[10] d'origine belge de 1945 a été construite par la société Cockerill
  - Masse en ordre de marche wagon porte flèche : 38,360 tonnes[11]
  - Masse en ordre de marche wagon porte lest : 62,170 tonnes[11]
  - Masse en ordre de marche grue : 139,200 tonnes[11]
  - Vitesse de déplacement autonome : 1,2 km/h[11]
  - Vitesse de déplacement dans un train : 80 km/h[11]
  - Longueur hors tout avec wagons porte flèche et porte lest : 43,274 mètres[11]
  - Longueur hors tout wagon porte flèche : 13,392 mètres[11]
  - Longueur hors tout wagon porte lest : 13,392 mètres[11]
  - Longueur hors tout grue : 43,274 mètres[11]
  - Capacités grue non calée
    - Crochet principal : 0 tonnes à 6,250 mètres et 18 tonnes à 10,000 mètres[11]
    - Crochet secondaire : 0 tonnes à 7,690 mètres et 15 tonnes à 11,670 mètres[11]

  - Capacités grue calée sur quatre vérins
    - Crochet principal : 52 tonnes à 6,250 mètres et 25 tonnes à 10,000 mètres[11]
    - Crochet secondaire : 25 tonnes à 7,690 mètres et 25 tonnes à 11,670 mètres[11]

  - Capacités grue calée sur huit vérins
    - Crochet principal : 130 tonnes à 6,250 mètres et 60 tonnes à 10,000 mètres[11]
    - Crochet secondaire : 25 tonnes à 7,690 mètres et 25 tonnes à 11,670 mètres[11]

  - Wagon porte flèche RRzyw 991963 (ex-PO 110626)[12]
  - Wagon porte lest RRzyw 991964 (ex-PO 110643)[12]
  - Wagon plat NNw9919962 (ex-PO 108140)[13]
  - Wagon allège KKwf2 992962 (ex-PO 306617)[13]
  - Voiture d'accompagnement XC 991884[13]
  - Fourgon de protection MMMw 991962[13].

#### Grue de 150 tonnes Kirow
La radiation, du fait de l'âge avancé du matériel, de tous les wagons-grues obligea la SNCF à acquérir en 2007 une nouvelle grue pour le relevage des matériels, dès lors que les grues routières qui sont préférées du fait de leur mobilité et du moindre coût de mise en œuvre, ne peuvent intervenir. Il s'agit d'un wagon-grue de type « Kirow » de 150 tonnes construit à Leipzig en Allemagne.

### Grue militaire
L'armée française possédait une grue ferroviaire nommée Diplodocus.

## Galerie

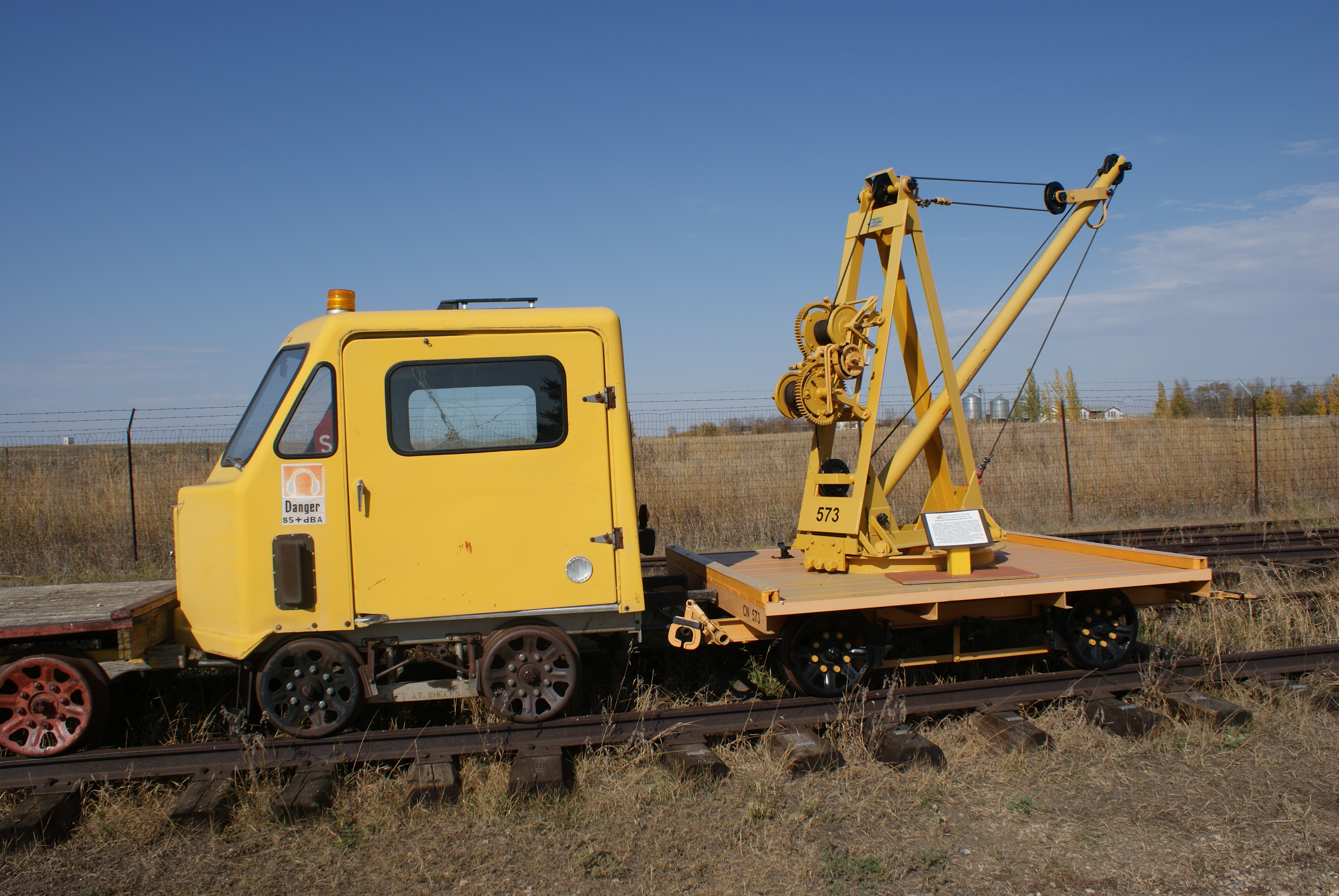
Grue légère tractée par une draisine.
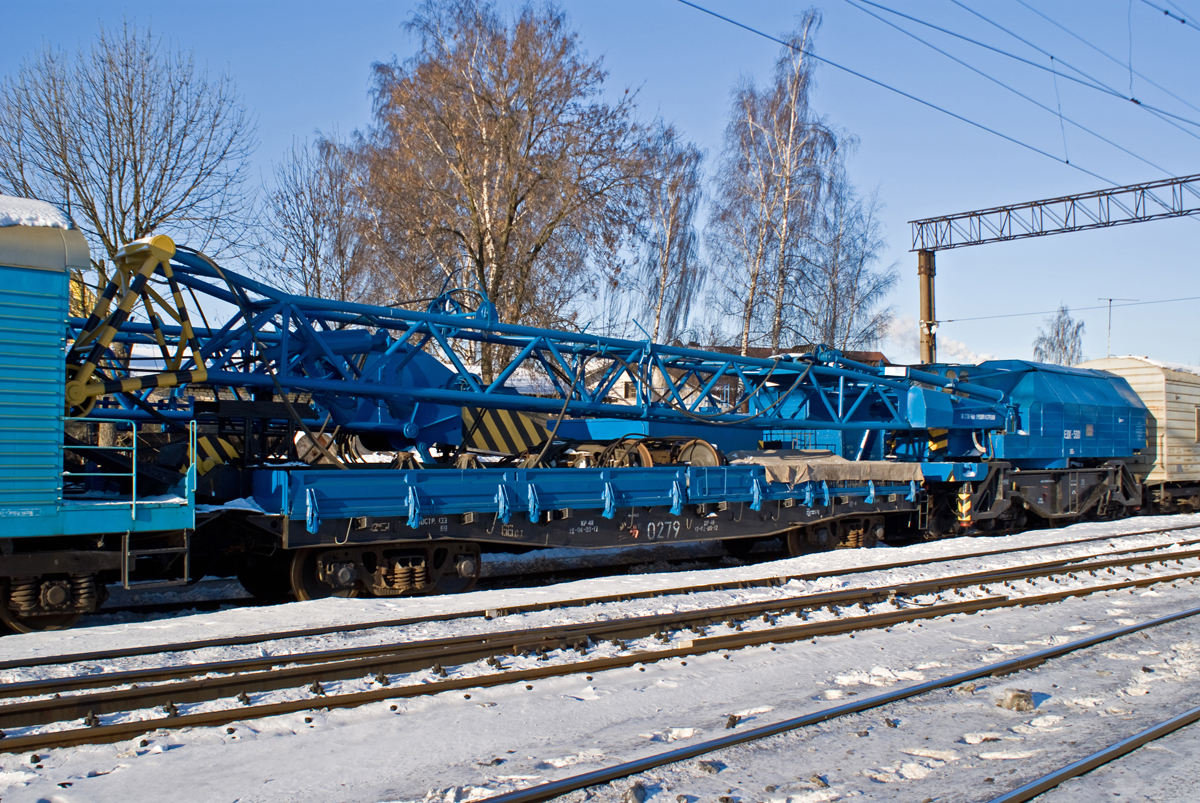
Wagon-grue EDK 500 à Minsk.
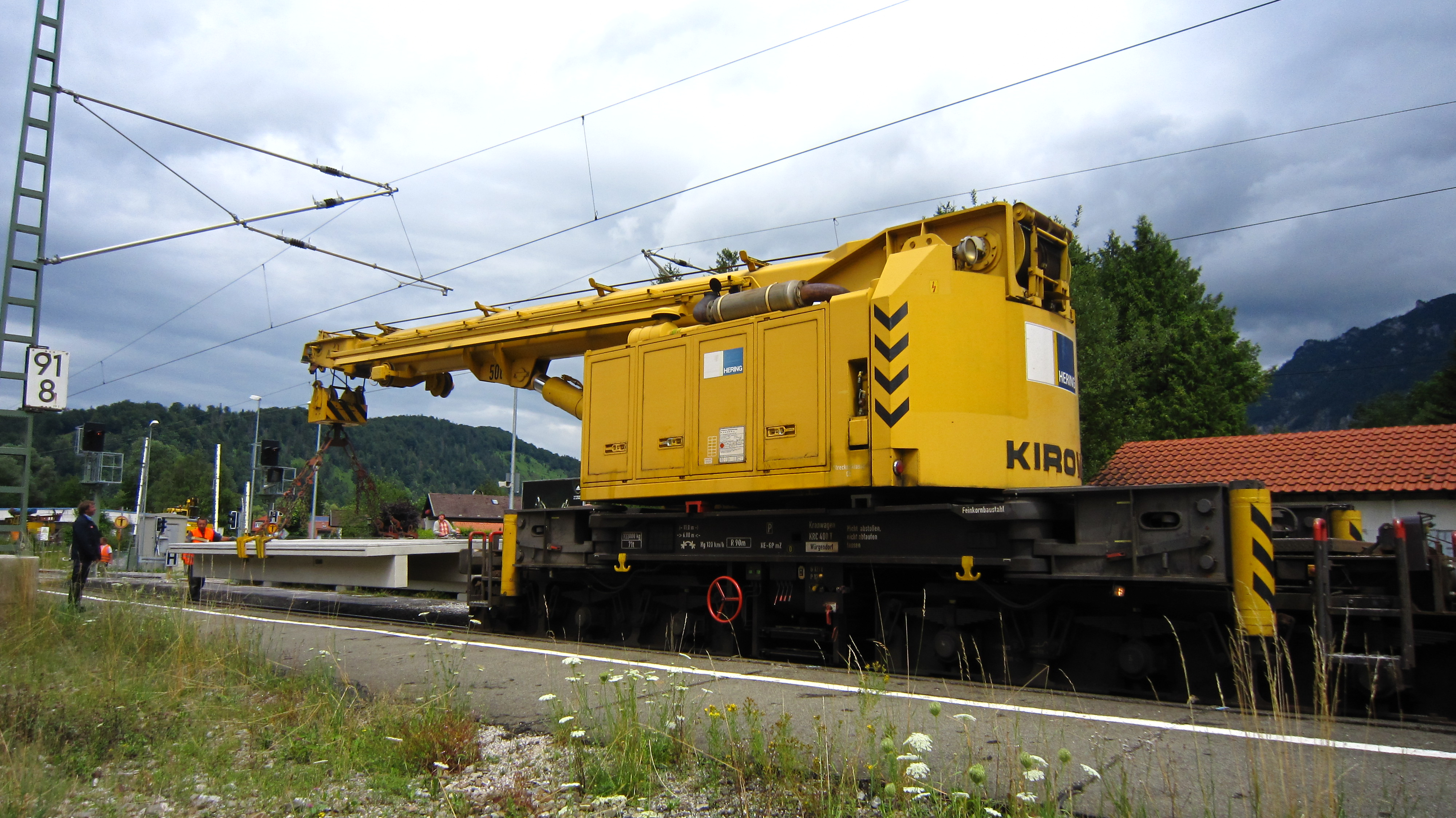
Wagon-grue Kirow.
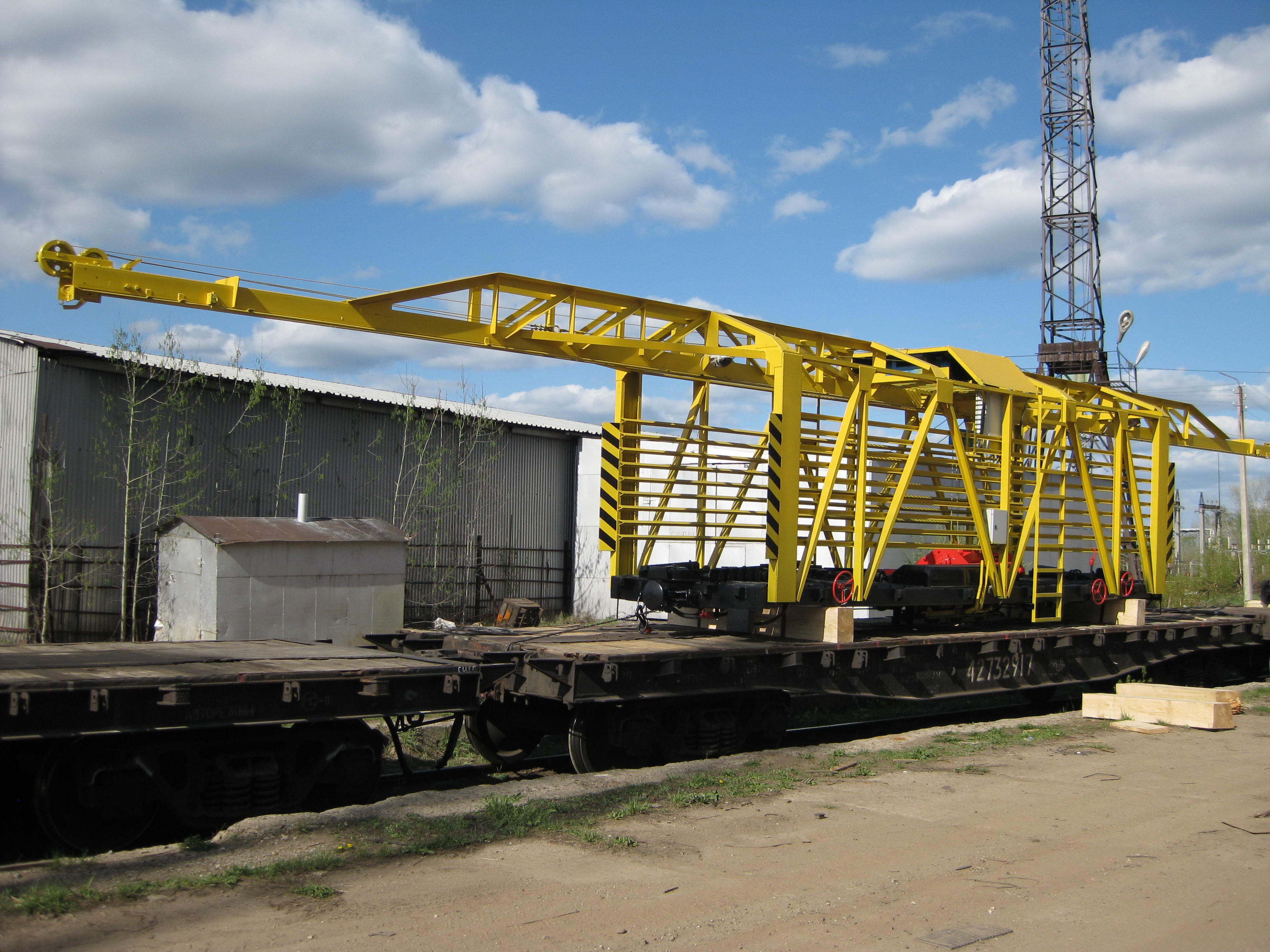
SPA Cran 750mm.
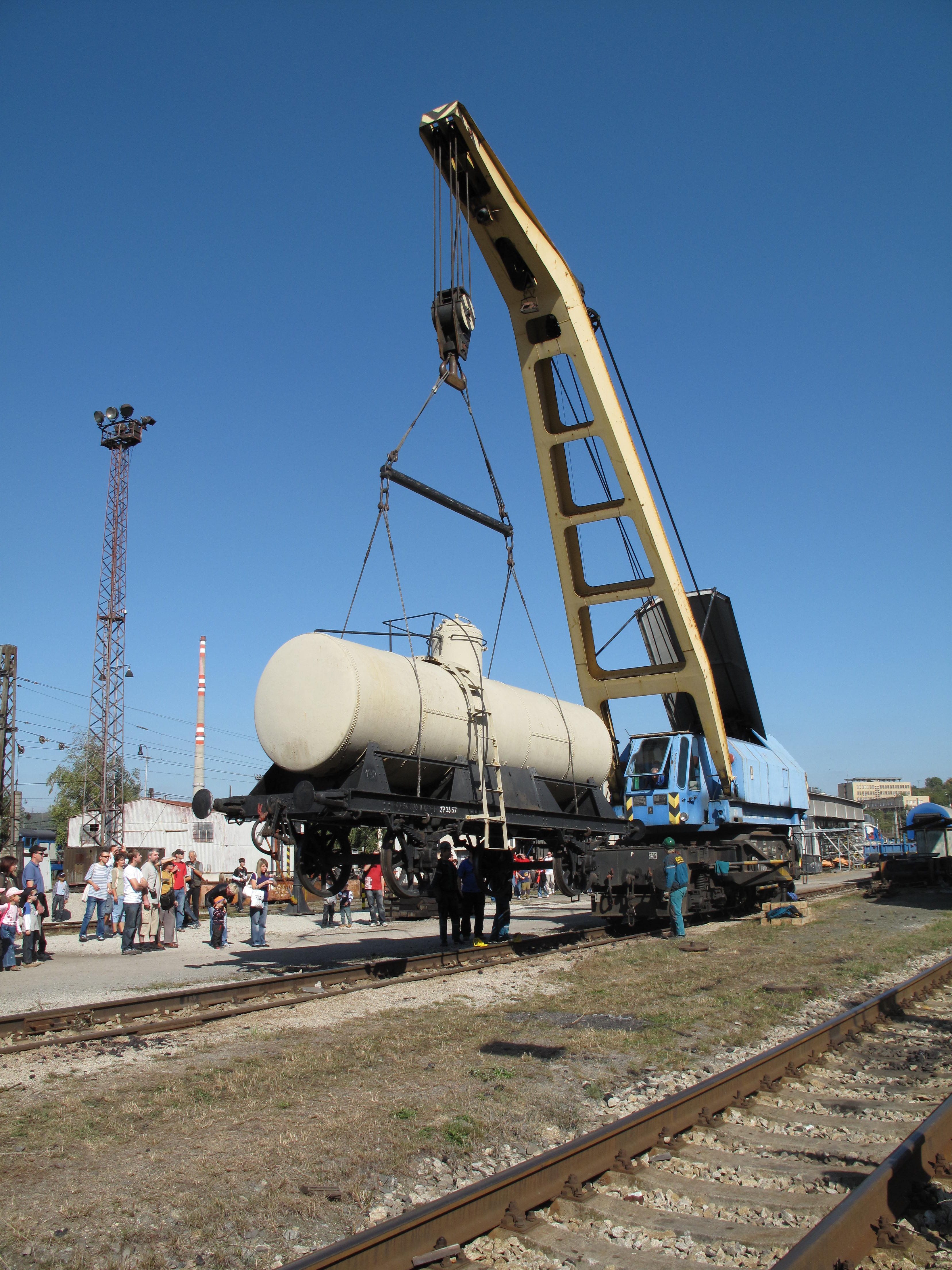
Pose sur les rails d'un wagon-citerne à Maloměřicích.